# Domesticus
Za bizantinsko različico naslova glej Domestikos.
Domesticus je bil član protectores domestici, elitne garde v poznorimski armadi. Domestiki so služili kot cesarjevi telesni stražarji in štabni častniki. Njihov naziv kaže, da so jih imeli za del cesarjevega dvora. Domestikom je cesar po nekaj letih služenja običajno dodelil  častniški čin in mesto poveljnika polka. Domestik, heleniziran v domestikos, se je ohranil tudi v Bizantinskem cesarstvu, v katerem je opravljal različne vojaške sužbe.
Poveljnik domestikov,  comes domesticorum, je bil vir illustris, se pravi da  je imel najvišji možni  senatorski položaj. Poveljnika domestikov sta bila dva: comes domesticorum equitum za konjenico in  comes domesticorum peditum za pehoto.

## SlavniDomestici
- Amijan Marcelin
- Elijan
- Konstancij Klor
- Dioklecijan
- Jovijan
- Magnencij
- Maksimin Daja
- Taras, potem ko je uspešno izpeljal zaroto proti gotskemu generalu Asparju.